# 世袭
世袭或世袭制度是指由某专权一代继一代地保持在某一个血缘家庭中的一种社会概念。其中可分为政治世袭和经济世袭两类。传承顺序以父死子继和兄终弟及最为常见。  
世界各地的人类社会的早期都曾經出现过世袭制度的统治政权，其中多数为封建世袭制度。是古代爵位、官职的一种传承制度。在先秦时代，中国实行世卿世禄的制度，上至天子、封君，下至公卿、大夫、士，他们的爵位、封邑、官职都是父子相承的。这种世袭的次数在理论上来讲是无限的，直到改朝换代或占据这个爵位或官职的家族在政治斗争中失败为止。而现代政治中，部分国家的公职人员也有出現世袭的情況，如议员、国家元首等职，是谓世袭政治家。

## 中国古代
古代中国是一个农业大国。农业生产使社会形成稳固的血缘家庭。世袭制概念在这种社会状态下很容易被普遍群众接受。
先秦时代，爵位、封邑、官职都是以世袭的方式传袭，即封建制度。春秋战国时代，奴隶制度逐步瓦解。封邑转化为君主统治下的地方行政区——郡县。秦汉两朝，中央集权的政治体制形成。而自汉朝开始，官职不许世袭。虽然现实中官职的授予多集中在现有的士族、官僚家族中，也留有某些世袭的痕迹，但是在法律上的由某个家族世代担任特定职务的制度被废除。从秦朝开始，除君主外，原则上再无世袭的官职。
从魏晋时代开始，爵位世袭被进一步区分为世袭罔替和世袭。前者的意思是世袭次数无限、而且承袭者承袭被承袭者的原有爵位；后者的意思是世袭次数有限、而且每承袭一次，承袭者只能承袭较被承袭者的原有爵位低一级的爵位。与爵位相同的封邑虽存，但从实际占有土地，转变为占有经济利益。从宋朝开始，出现了爵位不能世袭的现象，类似于英国的終身貴族。
明朝皇族封爵均世袭罔替，公、侯、伯三等爵亦有可世袭者。清朝世袭罔替的爵位主要为铁帽子王，其余爵位从世袭递降，即每承袭一次要降一级，但降级若干次（亲王降至镇国公，郡王降至辅国公，贝勒降至不入八分镇国公，贝子降至不入八分辅国公，镇国公降至镇国将军，辅国公降至辅国将军）后便不再递降，以此爵传世。
滿清政府被推翻後，中國的世襲爵位隨着共和制的推行，連同以往的封建制度一同被廢除。但袁世凱在《崇聖典例》中保留由孔子後人擔任的衍聖公爵位，衍聖公遂成為中華民國唯一一個世襲爵位。後來此一爵位亦於1935年被廢除，改成官職「大成至聖先師奉祀官」並繼續由孔子後人世襲傳承。同樣在《崇聖典例》中授予的官職（非爵位）還有由孟子後人擔任的亞聖奉祀官、曾子後人擔任的宗聖奉祀官、顏回後人擔任的復聖奉祀官等，這些亦是大中華地區少數仍然保留至今的世襲官職（現時已全數改為無給職）。

## 世袭专政
世袭专政，又称家族獨裁，是以非法律认可的状态进行的世袭传承。现代政治环境下的世袭专政，与世袭君主制相比，由于不具备历史传统，极易受到挑战。朝鲜民主主义人民共和国的三任最高领导人由金日成、金正日、金正恩三代世袭专政，为现今世界少有非君主制实行家族世袭三代的国家，其世袭专政更被寫進《確立黨的唯一思想體系十大原則》中，因此北韓經常被認為是實際上的君主專制國家。